# Gérard Cosme
Pour les articles homonymes, voir Cosme.
Gérard Cosme est une personnalité politique française, né le 31 mars 1953 au Pré-Saint-Gervais. 
Membre du Parti socialiste, il est maire du Pré-Saint-Gervais de 1998 à 2018 et président de l'établissement public territorial Est Ensemble de 2016 à 2020. 

## Biographie
Né en 1953 au Pré-Saint-Gervais, ville où il a grandi et toujours vécu, Gérard Cosme est chocolatier de père en fils (son grand-père s'est installé au Pré en 1927)  et dirige une PME, la chocolaterie "Les lions".
Autour de sa chocolaterie gervaisienne, il ouvre une boutique dans le 19e arrondissement de Paris puis une autre à Montreuil.
D'abord conseiller municipal dans l’équipe de Marcel Debarge en 1977, puis adjoint au maire depuis 1983, Gérard Cosme devient maire du Pré-Saint-Gervais en mai 1998, succédant à Claude Bartolone devenu ministre.
Il est réélu lors des municipales de  2001 puis dès le premier tour lors des  celles de 2008 et de 2014. 
Élu vice-président de la communauté d'agglomération Est Ensemble lors de sa création en 2010, il en devient président le 16 octobre 2012 en succédant à Bertrand Kern, puis prend le 8 janvier 2016 la présidence du nouvel Établissement public territorial Est Ensemble qui succède à la communauté d'agglomération dans le cadre de la mise en place de métropole du Grand Paris. 
Il parraine la candidature de Benoît Hamon pour l'élection présidentielle de 2017.
Il annonce sa démission de son mandat de maire en septembre 2018, demeurant conseiller municipal du Pré-Saint-Gervais et président de l'EPT Est-Ensemble.
En 2020, il n'est pas réélu à la tête d'Est Ensemble, au profit du communiste Patrice Bessac, maire de Montreuil. 

## Mandats actuels
- Depuis septembre 2018 : Conseiller municipal du Pré-Saint-Gervais
- Depuis le 7 janvier 2016[5] : Président de l'établissement public territorial Est ensemble.

## Anciens mandats
- 1977-1983 : Conseiller municipal du Pré-Saint-Gervais
- 1983-1998 : Maire-adjoint du Pré-Saint-Gervais
- mai 1998 - 10 septembre 2018 : maire du Pré-Saint-Gervais
- 23 janvier 2010 - 15 octobre 2012 : vice-président de la communauté d'agglomération Est ensemble
- 16 octobre 2012 - 31 décembre 2015 : président de la communauté d'agglomération Est ensemble[9].

## Décoration
- Chevalier de la Légion d'honneur en 2002[10].